# Iglesia de San Agustín (Torata)
La Iglesia San Agustín de Torata se encuentra en la localidad de Torata la propiedad de la Iglesia Católica que corresponde a la Diócesis
y Moquegua.